# 冰島社會事務和社會保障部
冰島社會事務和社會保障部是冰島政府的一個內閣級部門。自2009年2月1日由社會民主聯盟的Ásta Ragnheiður Jóhannesdóttir帶領。

## 前任部長
2007年之前，該部被簡稱為社會事務部 。
- 約翰娜·西于爾扎多蒂（2007年5月24日至2009年2月1日）
- Magnús Stefánsson（2006年6月15日至2007年5月24日）
- Jón Kristjánsson（2006年3月7日至2006年6月15日）
- Árni Magnússon（2003年5月23日至2006年3月7日）
- Páll Pétursson（1995年4月23日至2003年5月23日）
- 約翰娜·西于爾扎多蒂（1987年7月8日至1994年6月24日）

## 外部連結
- 官方網站